# Campeonato Baiano 1906
In 1906 werd het tweede Campeonato Baiano gespeeld voor voetbalclubs uit de Braziliaanse staat Bahia. De competitie werd gespeeld van 6 mei tot 16 september. São Salvador werd kampioen. 

## Wedstrijden
| Data         | Thuisploeg    | Uitslag | Uitploeg      |
| ------------ | ------------- | ------- | ------------- |
| 6 mei        | São Salvador  | 2 – 0   | Vitória       |
| 13 mei       | Internacional | 4 – 0   | Bahiano       |
| 20 mei       | Vitória       | 4 – 0   | Santos Dumont |
| 27 mei       | São Salvador  | 1 – 0   | Internacional |
| 3 juni       | Santos Dumont | 0 – 0   | Bahiano       |
| 10 juni      | Vitória       | 2 – 1   | Internacional |
| 1 juli       | Vitória       | 7 – 0   | Bahiano       |
| 12 juli      | Vitória       | 0 – 0   | São Salvador  |
| 29 juli      | São Salvador  | 3 – 0   | Santos Dumont |
| 5 augustus   | Santos Dumont | 1 – 0   | Vitória       |
| 12 augustus  | São Salvador  | 1 – 0   | Bahiano       |
| 19 augustus  | Bahiano       | 0 – 5   | Vitória       |
| 26 augustus  | Santos Dumont | 0 – 1   | São Salvador  |
| 2 september  | Bahiano       | 0 – 0   | Santos Dumont |
| 16 september | Bahiano       | 0 – 4   | São Salvador  |

## Eindstand
| Plaats | Club          | Wed. | W | G | V | Saldo | Ptn. |
| ------ | ------------- | ---- | - | - | - | ----- | ---- |
| 1.     | São Salvador  | 6    | 5 | 1 | 0 | 11:0  | 11   |
| 2.     | Vitória       | 6    | 3 | 1 | 2 | 16:3  | 7    |
| 3.     | Santos Dumont | 6    | 1 | 2 | 3 | 1:8   | 4    |
| 4.     | Bahiano       | 6    | 0 | 2 | 4 | 0:17  | 2    |

|  | Kampioen |

## Kampioen
| Campeonato Baiano de 1906 |
| ------------------------- |
| SÃO SALVADOR 1º Titel     |